# Karl Friedrich Reineke von Callenberg
Karl Friedrich Reineke Graf von Callenberg (* 8. März 1727 in Dresden; † 26. Juli 1800 in Wien) war österreichischer Feldmarschallleutnant, Großkreuz des Sankt Stephans-Ordens sowie Chef des Infanterieregiments No. 54.

## Leben

### Herkunft
Er entstammt der altadeligen Familie Callenberg aus der Lausitz. Sein Urgroßvater war der sächsische General Kurt Reinicke von Callenberg. Seine Eltern waren der Feldzeugmeister Heinrich von Callenberg (1685–1772) und dessen Ehefrau Thérèse Bernhardine, geborene Marquise de Pascale (1686–1747).

### Militärkarriere
Im Alter von 18 Jahren ging er als Hauptmann-Volontair in das Infanterieregiment „Wurmbrand“. Er zeichnete sich bei Roucourt und Lauffeldt aus und wurde dafür zum Major befördert.
Während des Siebenjährigen Krieges kämpfte er in allen Schlachten. Besonders bei Kolin, Breslau und Leuthen konnte er sich auszeichnen. Callenberg stieg in der Zeit zum Generalmajor auf.
Nach dem Krieg verlieh ihm Kaiserin Maria Theresia das Großkreuz des neugestifteten ungarischen St. Stephans-Ordens. Im Jahr 1767 wurde er zum Feldmarschallleutnant befördert und am 26. Juni 1769 zum Chef des Infanterieregiments No. 54 ernannt. Er lebte nach seiner Pensionierung in Wien, wo er auch verstarb.

### Familie
Er heiratete am 20. Januar 1757 die Gräfin Maria Anna von Thurn und Valsassina (1722–1786). Das Paar hatte mehrere Kinder:
- Carl Joseph (1760–1833), k. k. Kammerherr ⚭ Elisabeth Hopfen († 1826)
- Henriette (* 1766) ⚭ 1787 Karl Joseph (Johann) von Mittrowsky-Mittrowitz